# Coupe des Villes masculine de handball 1998-1999
Navigation
Coupe des Villes 1997-1998 Coupe des Villes 1999-2000
La saison 1998-1999 de la Coupe des Villes met aux prises 29 équipes européennes. Il s'agit de la 6e édition de la compétition, quatrième coupe d'Europe par ordre d'importance (C4) et organisée par l'EHF.
La compétition est remportée par le club allemand du SG Flensburg-Handewitt, vainqueur en finale du club espagnol du ADC Ciudad Real et tombeur en demi-finale du double tenant du titre, le TuS Nettelstedt. À noter que les deux clubs se retrouveront en finale de la Coupe des coupes 2001-2002 avec une victoire des espagnols à la clé.

## Résultats

### Seizièmes de finale
Les seizièmes de finale se sont déroulés du 1er au 7 (aller) et du 2 au 10 octobre 1998 (retour) :
| Équipe 1              | Score    | Équipe 2             | Aller   | Retour  |
| --------------------- | -------- | -------------------- | ------- | ------- |
| GAS Kilkis            | 34 – 50  | US Dunkerque         | 14 – 25 | 20 – 25 |
| Sporting CP Lisbonne  | 0 – 20   | Wacker Thoune        | 0 – 10  | 0 – 10  |
| HC Tongeren           | 32 – 62  | SC Pick Szeged       | 18 – 29 | 14 – 33 |
| Trabzon Belediyespor  | 47 – 69  | ADC Ciudad Real      | 27 – 27 | 20 – 42 |
| Sportiv Dinamo Brașov | 36 – 59  | Virum-Sorgenfri HK   | 20 – 31 | 16 – 28 |
| RK Mladost Bogdanci   | 46 – 46* | Lūšis Kaunas         | 26 – 18 | 20 – 28 |
| RK Trebnje            | 60 – 36  | V&L Handbal Geleen   | 34 – 14 | 26 – 22 |
| CSKA Moscou           | 58 – 43  | HSG Bärnbach/Köflach | 30 – 20 | 28 – 23 |
| HC Berchem            | 36 – 50  | RK Zamet Rijeka      | 18 – 23 | 18 – 27 |
| Pallamano Modena      | 44 – 41  | Wybrzeże Gdańsk      | 24 – 21 | 20 – 20 |
| CSKA Kiev             | 65 – 42  | SKA Minsk            | 34 – 22 | 31 – 20 |
| RK Lovćen Cetinje     | 79 – 47  | HRK Izviđač Ljubuški | 41 – 17 | 38 – 30 |
| Maccabi Ra'anana      | 77 – 46  | AC Latsia Nicosie    | 43 – 22 | 34 – 24 |

*Le RK Mladost Bogdanci est qualifié selon la règle du nombre de buts marqués à l'extérieur.
Remarque : le TuS Nettelstedt, le SG Flensburg-Handewitt et le Drammen HK sont directement qualifiés pour les huitièmes de finale.

### Huitièmes de finale
Les huitièmes de finale se sont déroulés du 7 au 13 (aller) et du 15 au 16 novembre 1998 (retour) :
| Équipe 1               | Score   | Équipe 2            | Aller | Retour |
| ---------------------- | ------- | ------------------- | ----- | ------ |
| SG Flensburg-Handewitt | 60 – 44 | RK Trebnje          | 32-25 | 28-19  |
| US Dunkerque           | 49 – 44 | RK Zamet Rijeka     | 28-20 | 21-24  |
| TuS Nettelstedt        | 62 – 44 | Maccabi Ra'anana    | 33-19 | 29-25  |
| SC Pick Szeged         | 75 – 39 | CSKA Kiev           | 40-14 | 35-25  |
| Virum-Sorgenfri HK     | 46 – 49 | RK Lovćen Cetinje   | 26-20 | 20-29  |
| Drammen HK             | 56 – 46 | CSKA Moscou         | 27-25 | 29-21  |
| Wacker Thoune          | 39 – 38 | Pallamano Modena    | 21-15 | 18-23  |
| ADC Ciudad Real        | 69 – 38 | RK Mladost Bogdanci | 40-19 | 29-19  |

### Quarts de finale
Les quarts de finale se sont déroulés les 30 et 31 janvier 1999 (aller) et le 6 février 1999 (retour) :
| Équipe 1          | Score   | Équipe 2               | Aller | Retour |
| ----------------- | ------- | ---------------------- | ----- | ------ |
| US Dunkerque      | 51 – 57 | SG Flensburg-Handewitt | 25-27 | 26-30  |
| SC Pick Szeged    | 54 – 56 | TuS Nettelstedt        | 25-28 | 29-28  |
| RK Lovćen Cetinje | 53 – 55 | Drammen HK             | 29-23 | 24-32  |
| ADC Ciudad Real   | 58 – 51 | Wacker Thoune          | 34-26 | 24-25  |

### Demi-finale
Les demi-finales se sont déroulés le 27 février 1999 (aller) et les 6 mars et 7 mars 1999 (retour) :
| Équipe 1               | Score   | Équipe 2        | Aller | Retour |
| ---------------------- | ------- | --------------- | ----- | ------ |
| SG Flensburg-Handewitt | 49 – 47 | TuS Nettelstedt | 25-22 | 24-25  |
| ADC Ciudad Real        | 52 – 48 | Drammen HK      | 29-24 | 23-24  |

### Finale
La finale s'est déroulée le 11 avril 1999 (aller) et le 18 avril 1999 (retour) :
| Équipe 1               | Score   | Équipe 2        | Aller   | Retour  |
| ---------------------- | ------- | --------------- | ------- | ------- |
| SG Flensburg-Handewitt | 53 – 48 | ADC Ciudad Real | 27 – 27 | 26 – 21 |

Finale aller
| 11 avril 1999 | SG Flensburg-Handewitt | 27 - 27 | ADC Ciudad Real | Fördehalle, Flensbourg Affluence : 3 500 Arbitrage : Peter Hansson, Peter Olsson |
| 11 avril 1999 | (13 - 14)              |         |                 | Fördehalle, Flensbourg Affluence : 3 500 Arbitrage : Peter Hansson, Peter Olsson |
| 11 avril 1999 | Rapport                |         |                 | Fördehalle, Flensbourg Affluence : 3 500 Arbitrage : Peter Hansson, Peter Olsson |

Finale retour
| 18 avril 1999 | ADC Ciudad Real | 21 - 26 | SG Flensburg-Handewitt | Pabellón Santa María, Ciudad Real Affluence : 4 000 Arbitrage : Svein Olav Oie, Bjorn Hogsnes |
| 18 avril 1999 | (9 - 16)        |         |                        | Pabellón Santa María, Ciudad Real Affluence : 4 000 Arbitrage : Svein Olav Oie, Bjorn Hogsnes |
| 18 avril 1999 | Rapport         |         |                        | Pabellón Santa María, Ciudad Real Affluence : 4 000 Arbitrage : Svein Olav Oie, Bjorn Hogsnes |

## Les champions d'Europe
| Vainqueur de la Coupe des Villes 1998-1999 SG Flensburg-Handewitt 1er titre |

L'effectif du club était :
- Søren Haagen (de)
- Morten Bjerre (de)
- Lars Christiansen
- Jan Fegter
- Volker Gutzeit
- Matthias Hahn
- Christian Hjermind
- Jan Holpert (de)
- Jan Jørgensen
- Roger Kjendalen
- Andrej Klimovets
- Thomas Knorr
- Igor Lavrov (en)
- Andreas Mau
- Bjorn Schlichting
- Tobias Skerka
- Entraîneur :  Erik Veje Rasmussen

Source : « Saison 1998-1999 du SG Flensburg-Handewitt », sur Site officiel de l'EHF (consulté le 15 août 2015)